# Ibergeregg
Ibergeregg est une station de ski, située sur le territoire de la commune d'Oberiberg au niveau du col du même nom (1 406 m), dans le canton de Schwytz, en Suisse.

## Domaine skiable
Desservi par deux téléskis gérés par une équipe de 7 employés[réf. nécessaire], le petit domaine est relativement peu fréquenté[réf. nécessaire]. Le parking payant au niveau du col est atteignable en voiture, mais aussi en été par les bus postaux.
Le teleski sommital, qui dessert l'essentiel du domaine skiable et la partie la plus pentue du domaine, a été construit en 1953 puis rénové en 1969. Il offre 192 mètres de dénivelé, avec 4 pistes relativement étroites et au relief marqué. Il est complété depuis 1985 par un second téléski plus lent offrant un dénivelé de 128 mètres, qui dessert une piste relativement plate partant du parking, et permet aussi le retour sur le domaine principal pour les skieurs empruntant les deux pistes les plus excentrées.
Le domaine est relié par son sommet avec Handgruobi et avec la sous-région de Mythen Region, avec lesquelles il existe une offre forfaitaire commune. Le plus grand domaine du canton, Hoch-Ybrig, est situé à quelques kilomètres de distance par la route. Une offre forfaitaire avec le regroupement de stations de Swiss Knife Valley existe également.
1 piste de luge (sur la partie basse du domaine), 10 km de sentiers raquette et 18 km de randonnée hivernale complètent l'offre touristique.